# Langestein
Langestein was een kasteel in het Nederlandse dorp Langerak, provincie Zuid-Holland. Het kasteel lag ten oosten van het dorp, aan de Langesteinseweg.

## Geschiedenis
Waarschijnlijk heeft Wouter I van Langerak nog vóór 1253 het kasteel Langestein gebouwd. Rond dezelfde tijd is door hem ook het Huis te Langerak gesticht.
Langestein werd in 1376 door Jan I van Langerak opgedragen aan de heren van Arkel, van wie hij het in leen weer terug ontving. De leenband wijzigde na afloop van de Arkelse Oorlogen begin 15e eeuw: de heren van Arkel werden als leenheer ingeruild door de graaf van Holland.
Erfdochter Elburg van Langerak werd in 1439 door hertog Filips met Langestein beleend. Zij liet het kasteel na aan haar zoon Wessel V van den Boetzelaer. De familie Van den Boetzalaer behield het kasteel twee eeuwen lang in bezit. In 1642 verkocht Rutger Wessel van den Boetzelaer wegens financiële problemen het slot aan Adriaen Ploos van Amstel. 
Adriaen kreeg in 1642 de bevestiging van de ridderschap van Utrecht dat Langestein werd erkend als ridderhofstad. Hierdoor ontstond de mogelijkheid om lid te worden van deze ridderschap. Het kasteel zelf was overigens nog slechts een ruïne en daarom ging Adriaen op kasteel Rijnhuizen wonen, dat zijn zoon Willem voor hem huurde.

### Willem Ploos van Amstel
Adriaen Ploos van Amstel overleed in 1646 en een jaar later werd zijn zoon Willem beleend met Langestein. Om de status van Langestein te verhogen vormde Willem een nieuwe leenkamer, zodat Langestein hier de achterlenen in kon registreren. Willem liet de ridderschap ook nogmaals bevestigen dat Langestein als ridderhofstad werd erkend.
In 1653 deed hij een verzoek aan de ridderschap om de titel van ridderhofstad over te mogen zetten naar een nieuw te bouwen adellijke woning De Wiers nabij Vreeswijk: hoewel hij op zich bereid was om kasteel Langestein weer in oude luister te herstellen, gaf hij de voorkeur aan het dichter bij de stad Utrecht gelegen Vreeswijk. De ridderschap ging echter niet akkoord met dit voorstel, omdat een ridderhofstad gebonden was aan de grond en de titel niet overgeheveld kon worden naar een andere locatie.
Willem overleed in 1668.

### Boerderij
Na de familie Ploos van Amstel kwam Langestein in bezit van de familie Maath (1699) en dominee Willem van der Burgt (1769). De familie Herrewijn, afkomstig uit Rotterdam, kocht in 1800 Langestein aan, maar van een kasteel was geen sprake meer: het was inmiddels niet meer dan een voorname boerenhofstede. De nazaten van de familie Herrewijn verkochten in 1873 de bezittingen aan de familie Van Zessen.
Abbenbroek · Abspoel · Adegeest · Slot Alkemade ·  Altena · Arkelsburg · Bellesteyn · Huis ten Berghe · Binckhorst · Binnenhof · Blijdestein · Te Blotinghe · Boekenburg · Boekhorst · Boshuysen · Bulgersteyn · Burcht (Leiden) · Burcht (Voorne) · Slot Capelle · Coebel · Cranenburg · Crayestein · Cronesteyn · Crooswijk · Develstein · 't Huys Dever · Dirks Steenhuis · Ter Does · Duivenstein · Duivenvoorde · Endegeest · Endepoel · Foreest · Giessenburg · Gravensteen · Groot Haesebroek · 's Heeraartsberg · Hof van Wateringen · Holy · Slot Honingen · Kasteel van de Heren van Arkel · Kasteel van Gouda · Keenenburg · Kasteel Keukenhof · Klein Poelgeest · Huis te Langerak · Langestein · Huis te Liesveld · Ter Lips · De Loo · Madeburcht · Marenburch · Meerburg · Huis te Merwede · Huis ter Mey · Kasteel van der Meye · Niemandsvriend · Noordeloos · Oud-Berendrecht · Oud-Poelgeest · Oud Teylingen · Paddenpoel · Persijn · Groot Poelgeest · Hof van Putten · Puttensteyn · Landgoed De Raephorst · Kasteel Ravesteyn · Kasteel van Rhoon · Rijnegom · Rijnenburg · Huis te Riviere · Rodenburg · Hofstad Rodenrijs · Rodenrijs · Rosenburgh · Huis Roucoop · Santhorst · Schelluinderberg · Schonenburg · Kasteel van Schoonhoven · Souburgh · Spangen · Starrenburg · Huis ter Specke · Steenvoorde · Stenevelt · Slot Teylingen · Den Toll · Torenvliet · Slot Valckesteyn · Huis ter Waard · Warmont · Ter Weer · Hof van Wena · Kasteel Westerbeek · Huis te Woude · Kasteel van IJsselmonde · 't Zand · Huis Zevender · Kasteel aan de Zevender · Zijlhof · Zonneveld · Huis Zuidwijk · Zwieten